# Corporate Africa
Corporate Africa est un magazine anglais publié par la société Times Media Group. Depuis 1994, le magazine s’efforce de promouvoir le développement économique de l'Afrique en favorisant  des collaborations, des partenariats et des investissements en Afrique afin de créer un réseau solide de partenaires. Cette organisation B2B s'est aussi bien associée à l'ONU, la Banque mondiale, le NEPAD qu'à de nombreuses entreprises de renommée internationales comme Shell, KPMG ou Vodafone.

L'objectif du magazine est d'établir des relations entre les investisseurs internationaux et les membres des gouvernements africains. 
À cet effet, en plus du magazine, Corporate Africa, publie des numéros spéciaux et organise des expositions et des conférences. 
La conférence sur les investissements verts en Afrique qui se tiendra à Londres du 14 au 16 septembre 2011 est un des évènements organisés par la société.

## La conférence sur les investissements verts en Afrique
À l’occasion de cet évènement, des équipes d'experts internationaux, de consultants et de financiers seront présents afin d’éclairer les gouvernements et les investisseurs sur les moyens d'exploiter les finances internationales et subventions disponibles pour investir dans des infrastructures modernes du XXIe siècle et des technologies vertes protectrices de l'environnement afin d’atténuer l’impact du changement climatique sur l'environnement. 

Différents groupes de travail, débats et simulations dirigés par des experts internationaux sont prévus afin de conseiller les investisseurs et leur permettre de s’associer aux gouvernements. 
L’objectif est de transformer les actuelles infrastructures basées sur les énergies fossiles en des industries à faible émissions de gaz à effet de serre et de développer des nouvelles technologies vertes tel l’éolien, le solaire, l’énergie marée motrice et aussi repenser certains secteurs tels l’agriculture, l’écotourism, les télécommunications, l’éducation, l’artisanat et l’industrie pharmaceutique.